# De boterhammenman
De boterhammenman is een stripverhaal uit de reeks van Suske en Wiske. Het is geschreven door Peter Van Gucht en getekend door Luc Morjaeu. Het kwam uit als 369ste album in de Vierkleurenreeks op 21 juni 2023.

## Personages
- Suske, Wiske, Lambik, Jerom, tante Sidonia, professor Barabas, juffrouw, schoolkinderen, Chasememouy (slaaf, Seth, Scabby (scarabee), museumbezoekers, personeel, Ra, schooldirecteur, leraren, eigenaren restaurants, voedselinspectrice, president Ridikulzki

## Locaties
- België, school van Suske en Wiske, huis van tante Sidonia, godenwereld van Egypte, museum BOMPA, universiteit, huis en laboratorium van professor Barabas, huis van Lambik en Jerom

## Uitvindingen
- zweefstep, superjet

## Verhaal

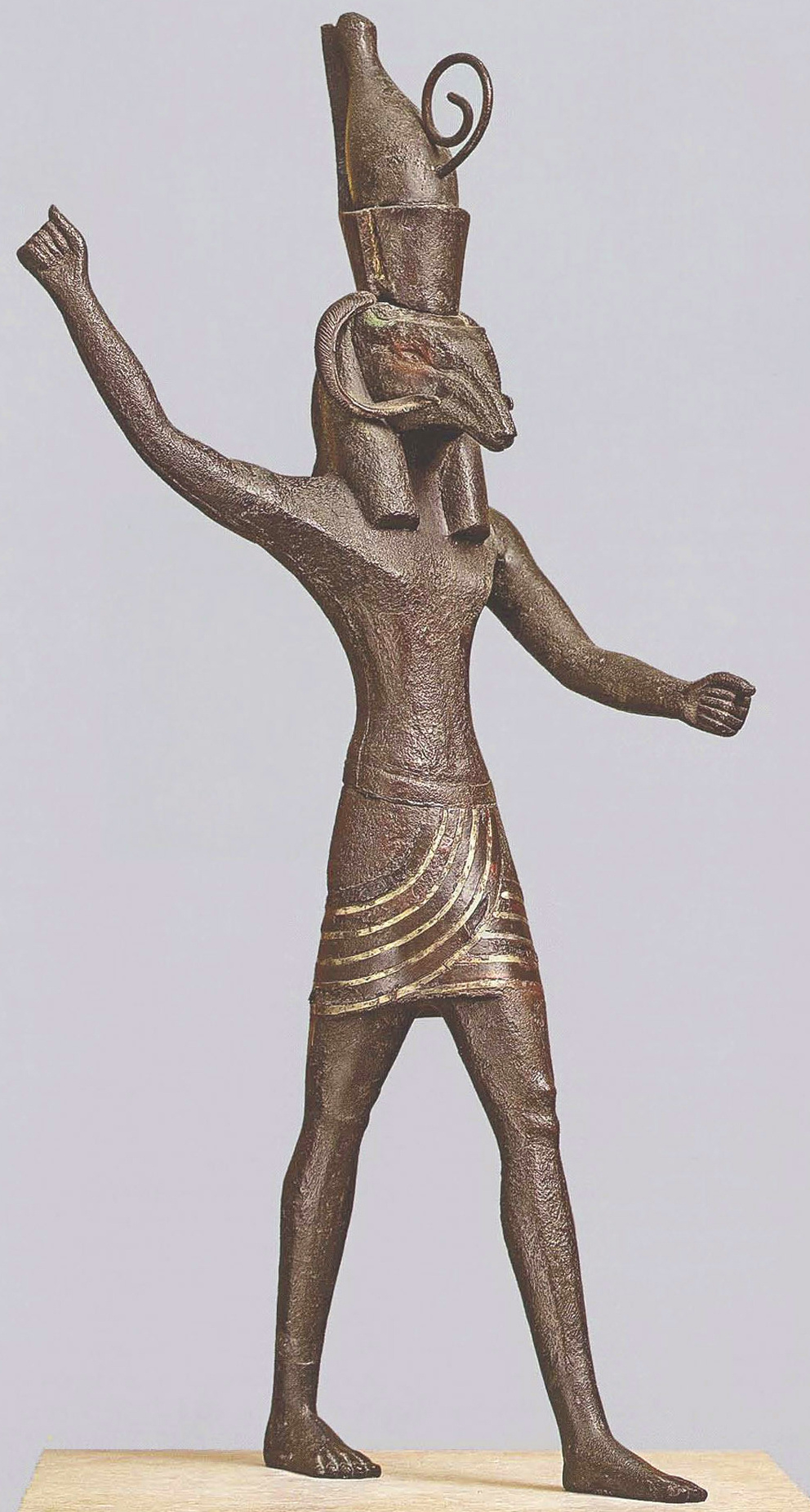
Seth

Het is crisis en op school hebben kinderen geen lunch, het blijkt zelfs dat enkele kinderen geen ontbijt hebben gehad. Ook tante Sidonia leidt onder de crisis, ze heeft geen avondeten. Jerom vertelt dan dat hij tickets heeft gekregen voor de opening van een tentoonstelling van Egyptische kunst in BOMPA. Daar zijn ook hapjes en de vrienden gaan er dan ook graag naar toe.
In de Egyptische godenwereld heeft de slaaf van Seth het druk. Als straf voor zijn misdaden, o.a. het doden van de broer van de farao, moet Seth het slechts met één slaaf redden. Hij mag geen andere slaven houden en bedenkt een plan. De magische graankorrel van farao Testietatuitis is in de piramide begraven, maar onlangs werd dat graf geopend en de hele inboedel is in een museum te zien. Dat is nou net de tentoonstelling in BOMPA waar de vrienden zijn.
Chasememouy gaat op Scabby naar het museum en haalt het kistje met de magische graankorrel uit de vitrine. Als hij Lambik hoort vertellen dat hij de hele mensheid zou willen bevrijden van de honger, volgt hij hem. Dan ontdekt hij dat Lambik ook ijdel is en hij ziet in hem de perfecte kandidaat. Het kistje wordt in de jaszak van Lambik gestopt en pas thuis ontdekt Lambik dit. Lambik opent het kistje en hoort de woorden van Ra. De graankorrel zal ervoor zorgen dat een brood nooit opraakt als hij vermalen wordt en aan brooddeeg wordt toegevoegd. Lambik gaat meteen aan de slag en houdt goed in de gaten dat hij gewaarschuwd is nooit ijdel te worden, dat zou de vloek van Ra activeren. Hij wordt hierbij in de gaten gehouden door Chasememouy die juist wel wil dat hij ijdel wordt. Samen met Jerom gaat Lambik het brood uitdelen, het smaakt voor iedereen naar iets wat heerlijk gevonden wordt. Ze vermommen zich als boterhammenman. Hiervoor dragen ze maskers, gemaakt van een snee van het brood.
De vrienden vinden het gedrag van Lambik vreemd. Hij wil niet geweldig gevonden worden, iets wat hij normaal juist wel wil. Het brood wordt gretig afgenomen en restauranteigenaren sturen de voedselinspectie op hem af. Maar het brood wordt goedgekeurd en inmiddels heeft de pers belangstelling in de boterhammenman. Lambik wil niets van de belangstelling weten. Die nacht probeert Chasememouy Lambik over te halen de eer op te strijken. Wiske betrapt de mummie en beseft dat Lambik in gevaar is. Samen met Suske laat ze het brood onderzoeken door professor Barabas. Als hij hoort dat de mummie over Seth sprak, waarschuwt hij de kinderen voor de god die zoveel mogelijk ellende wil veroorzaken.
Suske en Wiske waarschuwen Lambik, maar hij wil per se doorgaan met de brooduitdeling. Chasememouy probeert de kinderen dan verhinderen het magische brood 's nachts te stelen, maar dit mislukt. Aangezien de tijd begint te dringen, besluit Seth zelf naar de aarde te gaan en Lambik weer ijdel te laten zijn, zodat de vloek wordt geactiveerd. Hij laat zich interviewen en zegt dat hij de boterhammenman is. Lambik ziet dit op TV en gaat meteen naar de bijeenkomst om de eer op te strijken. Het plan van Seth is gelukt. Er lijkt niets te gebeuren, de vloek lijkt niet te werken. De volgende dag ontdekt Lambik echter dat hij gekke oren heeft gekregen, langzaam verandert hij in een miereneter. Alle mensen die na de bekendmaking van de echte boterhammenman van het brood hebben gegeten, veranderen in kleine poppetjes.
Seth haalt deze poppetjes op. Hij kan geen mensen naar de godenwereld halen, maar de slaafpoppetjes wel. Op deze manier heeft hij eindelijk meer slaven. Ook Jerom heeft van het brood gegeten en kan als klein poppetje niet tegen Seth op. Hij wordt meegevoerd naar de Egyptische godenwereld. Suske en Wiske eten met opzet van het brood om ook in de Egyptische godenwereld te komen. Intussen is het brood enorm geworden, het is een monster en Lambik is zijn doel. Samen met professor Barabas probeert Lambik aan het broodmonster te ontsnappen. Suske en Wiske vinden Jerom en geven een plakje brood aan hem, ze hadden het voor tante Sidonia gesneden. Jerom mengt het in het bier van Seth. Suske en Wiske willen met Chasememouy naar Ra gaan om hem over de misstanden te informeren. Chasememouy dacht beter behandeld te zullen worden als er meer personeel was, maar hij wordt nog steeds uitgebuit.
Professor Barabas kan het monsterbrood toasten met de aandrijving van zijn nieuwe superjet en voorkomt zo dat Lambik wordt opgegeten. Seth heeft meteen wantrouwen als hij Scabby ziet vliegen in een andere richting dan de markt. Hij volgt het dier en kan bijna voorkomen dat Suske, Wiske en Chasememouy het paleis van Ra bereiken. Seth verandert echter zelf in een grafpopje en biecht alles op aan Ra. Ra laat alle andere popjes naar de aarde terugkeren, waar ze hun normale uiterlijk weer krijgen en hun geheugen gewist wordt. Hij zorgt ervoor dat de oorlog stopt en de crisis eindigt. Seth moet voortaan voor Chasememouy zorgen. Alleen Lambik houdt nog iets over van het avontuur, hij houdt nog steeds van mieren.

## Achtergronden bij het verhaal
Lambik ging al eens eerder verkleed als boterham (sandwichman) in het kort verhaal De interim-job. Ook de Egyptische god Seth heeft al eerder een rol gehad in een Suske en Wiske-verhaal. Hij kwam ook voor in het album De fleurige Floriade uit 2002. Hij doet zich in dit album voor als Toon Tabel en veroorzaakt zo chaos in het plantenbestand om zelf op zoek te gaan naar de god Osiris die zich in een van de Tamarisken op de Floriade van 2002 bevindt.